# University of Dayton Arena
 (octobre 2024).
Si vous disposez d'ouvrages ou d'articles de référence ou si vous connaissez des sites web de qualité traitant du thème abordé ici, merci de compléter l'article en donnant les références utiles à sa vérifiabilité et en les liant à la section « Notes et références ».
L'University of Dayton Arena (ou UD Arena) est une salle omnisports située à Dayton en Ohio, elle accueille les rencontres à domicile des Flyers de Dayton.

## Histoire
La salle accueille le First Four de la March Madness chaque année.